# Adagio (muziektempo)
Adagio is een van oorsprong Italiaanse muziekterm die aangeeft dat een muziekstuk in een langzaam, comfortabel tempo gespeeld moet worden. 

Eerste acht maten van het adagio cantabile van de sonata voor piano nr. 8 van Beethoven (1799)

Letterlijk betekent het "gemakkelijk" (ad agio). Adagio behoort tot de meer rustige tempi. Het metronoomgetal komt neer op 66 tot 76, dus 66 tot 76 tellen per minuut.

## Ander gebruik
De term 'adagio' komt in de muziek ook voor als titel van een muziekwerk of als titel van een deel van een muziekwerk, dan meest in een middendeel. Sommige 'adagio's' zijn zeer bekend geworden, zoals het middendeel van Mozarts klarinetconcert, of het Adagio for Strings van Samuel Barber.